# РГ-14
РГ-14 (Ручна граната зразка 1914 року, рос. Ручная граната образца 1914 года) — ручна осколкова граната створена російським конструктором Володимиром Йосиповичем Рдултовським в 1914 році на основі його ж гранати РГ-12.

## Історія
Перед самим початком Першої світової війни Рдултовський удосконалив конструкцію своєї гранати зразка 1912 року (РГ-12) і на озброєння російської армії надійшла граната зраз. 1914 р. (РГ-14).

### Використання
У роки Першої світової війни ручна граната РГ-14 стала основною в військах російської армії. Повсякденно фронту було потрібно значне число таких гранат. Тому до виготовлення гранат було підключено велику кількість російських державних і приватних підприємств. Спорядження гранат велося на Охтенському і Самарському заводах. З березня 1916 року випуск гранат зразка 1914 року почав Троїцький завод, який був спроектований, побудований і працював під керівництвом Рдултовського.
Незважаючи на введення важких фугасних гранат для руйнування дротових загороджень, для тих же цілей пристосовували і осколкові ручні гранати. Гранату зразка 1914 р. посилювали — на неї надягався додатковий заряд в циліндричній жерстяній оболонці і прикріплялися шнури з тягарцями, так що загальна маса заряду досягала 1,65 кг, а гранати — 2,05 кг. Такі гранати іменували «комбінованими». Щоб зробити прохід шириною 6-7 м потрібно 4-8 гранат для засіки і 20-36 — для дротяної мережі.

### Гранатомети для РГ-14
Цікаві були спроби створення різних гранатометів під ручні гранати. В середині 1915 року надвірний радник Макаров запропонував переробляти трофейні австрійські гвинтівки Манліхера для метання гранат зразку 1914 року. Ствол гвинтівки обрізався, на зріз наварювалась трубка (мортирка) калібром по рукоятці гранати — близько 35 мм. Кінець важеля гранати обрізався на 6,4 мм для проходу в мортирку, на рукоятку надягався обтюратор. Постріл проводився холостим патроном на 100—170 кроків. Скорострільність становила 3-4 постріли в хвилину.
11 000 перероблених гранат з вересня 1915 року по березень 1916 року були випробувані в військах Південно-Західного фронту і отримали позитивну оцінку. Хоча Артилерійський комітет Головного Артилерійського Управління поставився до цієї зброї скептично, зважаючи на гостру необхідність Петроградському Арсеналу було дано замовлення на переробку 20 000 ручних гранат, а Петроградському патронного заводу — на холості 8-мм патрони. До весни 1917 року замовлені гранати були вислані на Південно-Західний фронт і «повністю витрачені». При тривалій затримці поставки рушничних гранат сурогатна зброя Макарова зіграла свою роль.
Спосіб «метання ручних гранат обр. 1914 р. з мортирки» для російської трилінійної гвинтівки запропонував 4 лютого 1916 року і поручик Косценіч. Але Артком відкинув цю пропозицію, пославшись на розгляд способу Макарова.
Цікаву конструкцію «відцентрової пращі» запропонував в середині 1915 р. лаборант Л. В. Курчевський — згодом відомий конструктор безвідкотних артилерійських систем. На кінці довгої штанги, яка оберталась, в замку кріпилася РГ-14, штанга приводилась в рух рукояткою. При натисканні на педаль замок розмикався, причому кут вильоту і дальність метання визначалися за допомогою особливого сектора. «Праща» була типовою імпровізацією «окопної війни», і в січні 1916 її відхилили — по дальності, потужності снаряда і купчастості вона помітно поступалася мінометів, які почали на той час надходити у війська.
До травня 1915 року війська отримали 155 720 од. РГ-14, до серпня 1915 року було вироблено 780 336 цих гранат. До грудня 1916 року було здано 10 403 368 РГ-14.
Граната зразка 1914 року перебувала на озброєнні Імператорської, а потім і Червоної армії до 1930 року. Граната широко використовувалася в бойових діях в роки Першої світової війни і в громадянській війні.

## Конструкція
За конструкцією РГ-14 принципово не відрізнялася від гранати зразка 1912 року, але зміни в конструкції все-таки були.
Граната зразка 1912 року не мала додаткового детонатора. У гранаті зразка 1914 р. при спорядженні її тротилом або іншими вибуховими речовинами застосовували додатковий детонатор з пресованого тетрилу, однак при спорядженні амоналом додатковий детонатор не застосовувався. Спорядження гранат різними типами вибухових речовин призвело до розкиду їх вагових характеристик: граната споряджена тротилом важила 720 г, іншими — 716—717 г.
У виробництві гранати використовувалися різні матеріали. Жерсть застосовувалася для виготовлення корпусу, рукоятки, воронки і решітки, з латуні робилися — чека, дистанційна трубка, зі сталі — зачіп, бойова пружина, пружина відтягнення, з червоної міді — заклепки, трубочки, малий капсуль, капсуль-детонатор. Конструкція ручної гранати зразка 1914 року складалася з бляшаної оболонки, ударного механізму, заряду, осколків і запалу. Жерстяна оболонка складалася з корпусу з кришкою, воронки, рукоятки і жерстяної накладки, під якою розташовувався ударний механізм. Корпус гранати мав циліндричну форму з горловиною. Довжина корпусу — 104,5 мм, довжина рукоятки — 112 мм, діаметр рукоятки — 30-35 мм. Для виготовлення корпусу використовувалася біла жерсть.
Між зарядом і оболонкою містилося дві решітки товщиною в 1 мм з хрестоподібними прорізами, які давали під час вибуху гранати близько 230—250 дрібних, але досить забійних осколків практично квадратної форми. Для спорядження гранат в ході їх серійного виготовлення застосовувалися такі вибухові речовини: амонал, мелітін, тротил і пікринова кислота. Тротилу в гранаті було 400—410 г, мелітіну — 307 г. Дальність ураження живої сили гранатами РГ-14 перших зразків становив 4-5 кроків, основного серійного зразка — від 6 до 12 кроків. Розліт окремих осколків — до 30-50 кроків. Ударний механізм гранати складався з ударника з курком, бойової пружини, муфти, прикріпленою до оболонки і чеки. В один кінець ударника наглухо була вставлена сталева загартована голка, інший її кінець мав головку, за яку захоплювався зачіп відтягнення, що обертався на осі і був забезпечений спіральної пружиною. Як додатковий запобіжник гранати на рукоятку надягалось кільце, що охоплювало своєю вузькою частиною відтягнення, а широким кінцем прилеглий до латунного упору, який вправлений в рукоятку. Запал гранати складався з алюмінієвої запальної трубки і капсули-детонатори. Поздовжній канал запальний трубки і її обидва коліна, прилеглі до малого капсулі і до трубки, для передачі вогню від малого капсуля до дистанційного складу заповнювалися стопіном. Виходи цього каналу закупорювалися шматочками фібри або пробки, замазувалися мастикою і покривалися лаком. Час затримки РГ-14 становив близько 4 сек. На припаяний до кришки наперсток був щільно надягнутий детонатор, після чого кришка припаюють до корпусу гранати. Розплавлена вибухова речовина вливалася з боку рукоятки в оболонку, де і тверднула. Після припаювання дна до рукоятки розривний заряд ставав герметично закупореним всередині оболонки і надійно зберігався в польових умовах і в арсеналах.
Граната зберігалася без запалу і зі спущеним ударником. Перед кидком боєць повинен був поставити гранату на запобіжник і зарядити її. Перше означало: зняти кільце, відтягнути ударник, втопити важіль в рукоятці (зачіп важеля захоплював головку ударника), поставити запобіжну чеку поперек віконця курка і знову надягнути кільце на рукоятку і важіль. Друге — зрушити кришку воронки і вставити запал довгим плечем в воронку, коротким — в жолоб і зафіксувати запал кришкою.
Для кидка граната затискалась в руці, кільце зсовувалось вперед, а запобіжна чека зсовувалась великим пальцем вільної руки. При цьому важіль стискав пружину і відводив зачепом ударник назад. Бойова пружина стискалася між муфтою і курком. При кидку важіль віджимався, бойова пружина штовхала ударник, і той наколював бойком капсуль-запальник. Вогонь по нитках стопіном передавався затримному складу, а потім — до капсуля-детонатора, який підривав розривний заряд.